# Pętkowice (gromada)
Pętkowice – dawna gromada, czyli najmniejsza jednostka podziału terytorialnego Polskiej Rzeczypospolitej Ludowej w latach 1954–1972.
Gromady, z gromadzkimi radami narodowymi (GRN) jako organami władzy najniższego stopnia na wsi, funkcjonowały od reformy reorganizującej administrację wiejską przeprowadzonej jesienią 1954 do momentu ich zniesienia z dniem 1 stycznia 1973, tym samym wypierając organizację gminną w latach 1954–1972.
Gromadę Pętkowice siedzibą GRN w Pętkowicach utworzono – jako jedną z 8759 gromad na obszarze Polski – w powiecie iłżeckim w woj. kieleckim, na mocy uchwały nr 13k/54 WRN w Kielcach z dnia 29 września 1954. W skład jednostki weszły obszary dotychczasowych gromad Michałów, Pętkowice, Skarbka i Wólka Pętkowska ze zniesionej gminy Pętkowice w tymże powiecie, a także lasy państwowe nadleśnictwa Bałtów, oddziały Nr Nr 1 do 45 i 101 do 118. Dla gromady ustalono 14 członków gromadzkiej rady narodowej.
1 stycznia 1956 gromada weszła w skład nowo utworzonego powiatu lipskiego w tymże województwie.
29 lutego 1956 do gromady Pętkowice przyłączono oddziały Nr Nr 119–134 nadleśnictwa Bałtów z gromady Bałtów w tymże powiecie.
31 grudnia 1961 do gromady Pętkowice przyłączono obszar zniesionej gromady Okół.
1 stycznia 1969 z gromady Pętkowice wyłączono wieś Skarbka włączając ją do gromady Bałtów w tymże powiecie.
Gromada przetrwała do końca 1972 roku, czyli do kolejnej reformy gminnej.